# Nazionalismo corso

Bandiera dell'isola di Corsica

Il nazionalismo corso (in corso: nazionalismu corsu, in sardo: natzionalismu corsicanu)  è un movimento sociale, culturale e politico che ha come scopo il riconoscimento alla Corsica di più ampi margini di autonomia, quando non l'indipendenza totale come Stato a sé.

## Supporto politico
I nazionalisti corsi usano spesso il termine "colonizzazione" per descrivere gli eccessi dell'annessione francese e la situazione attuale.
La Corsica passò effettivamente dal dominio di Genova all'annessione francese, godendo solo per pochi anni dell'indipendenza. È però vero che, in realtà, tutte le regioni facenti oggi parte della Francia sono state ottenute in un modo o nell'altro per mezzo di conquiste, dalla celtica Bretagna (per mezzo di un matrimonio) alla germanofona Alsazia. La situazione è stata aggravata dalla mancata industrializzazione e dal naturale isolamento geografico. Al consolidamento del conflitto ha inoltre contribuito la discriminazione culturale, attraverso il riconoscimento del francese quale unica lingua ufficiale; purtuttavia, questa politica ha investito ogni periferia dell'esagono francese in accordo con la sua tradizione centralista.
Il nazionalismo corso tuttavia ha anche manifestato dei limiti evidenti nella sua azione, in quanto non è stato in grado di unire gli stessi còrsi e alcuni militanti si sono preoccupati più del loro benessere materiale e di potere che di raggiungere gli obiettivi promessi. La violenza è stata spesso il principale mezzo di confronto dei nazionalisti corsi e ciò ha alienato il consenso di gran parte della popolazione (in reazione all'omicidio del prefetto dell'isola nel 1998, il supporto politico della popolazione còrsa all'indipendenza precipitò ai minimi storici del 6%).
Nonostante ciò, il movimento nazionalista ha sempre cercato di influenzare la vita dell'isola con una serie di denunce e battaglie sociali, pur ottenendo complessivamente tutti i partiti nazionalisti (sia autonomisti sia indipendentisti) un risultato elettorale di poco superiore al 30%.
Per dare stime più esatte, si segnala che circa il 10-15% dei còrsi vede favorevolmente l'indipendenza; un'inchiesta del 2012 rivela che solo il 12% dei còrsi e, in particolare, il 19% e il 42% di coloro che avevano votato rispettivamente per il partito autonomista Femu a Corsica e quello indipendentista Corsica Libera alle elezioni territoriali del 2010, appoggi realmente l'indipendenza statuale; il 51% esprime piuttosto l'opzione unitaria in seno alla Francia: due terzi di questi vorrebbero "un po' più" di autonomia rispetto a "molta più" autonomia. D'altro canto, paradossalmente, sarebbe a favore dell'indipendenza còrsa il 30% della popolazione francese nel suo complesso.
Alle elezioni regionali del 2015, si osserva la vittoria della coalizione regionalista Pè a Corsica guidata da Gilles Simeoni, che ha riportato il 35,34% dei voti e 24 seggi su 51 in assemblea. Tale coalizione è sorta dalla unione dei due partiti nazionalisti dell'isola, l'autonomista Femu a Corsica dello stesso Simeoni e l'indipendentista Corsica Libera di Jean-Guy Talamoni. Questi due partiti, al primo turno, avevano rispettivamente ottenuto il 17,62% e il 7,73%.

## Origini storiche del nazionalismo corso
La Corsica è da sempre un territorio ambito e nei secoli ha sperimentato varie invasioni (Romani, Mori, Pisani, Genovesi e altri) in quanto occupa una posizione strategica nel Mediterraneo.
Nel XVIII secolo, una ribellione fu messa in opera dalla nobiltà contro il dominio genovese e a partire dal 1729 gli insorti della Corsica svilupparono gradualmente un sistema statale autonomo, con un inno, una bandiera e una costituzione elaborata da Pasquale Paoli (lo stesso Rousseau la lodò sottolineando che per la prima volta si era discusso del "diritto dei popoli alla libertà e alla felicità"). La costituzione corsa fu la precorritrice delle costituzioni americana e francese. Paoli riuscì a instaurare un governo democratico stabile e avviare una politica di sviluppo economico (creazione del porto di Isola Rossa) e culturale con la creazione dell'Università di Corte.
Il 15 maggio 1768, la Repubblica di Genova cedette temporaneamente alcuni porti corsi alla Francia con il trattato di Versailles, e la nazione Corsa, con a capo Paoli, dopo aver lottato contro Genova lottò contro la Francia. I corsi furono sconfitti l'8 maggio 1769 nella battaglia di Ponte Nuovo e la "pacificazione" che ne seguì fu piuttosto brutale (con casi di tortura tra gli abitanti e esecuzioni sommarie).
Dopo la vittoria sui ribelli i francesi non lasciarono più l'isola andando a violare il trattato di Versailles.
Pasquale Paoli è oggi considerato dai nazionalisti come il "padre della patria" (babbu di a patria) corsa anche se egli considerava i còrsi culturalmente italiani la breve Repubblica còrsa aveva come lingua ufficiale l'italiano così come la sua stessa Costituzione e l'Università di corte che ebbe una breve durata di esistenza utilizzò l'italiano come lingua ufficiale.
Durante il periodo successivo alla sua cessione alla Francia e fino alla Rivoluzione francese, molte famiglie importanti della Corsica (80 famiglie) ebbero dal re francese Luigi XVI benefici, borse di studio e titoli di nobiltà per costituire una base di consenso tra esse. Tra gli esempi più importanti è il caso in particolare della famiglia di Napoleone Bonaparte.
Durante la rivoluzione, la Corsica è ufficialmente inclusa nell'Impero francese e Pasquale Paoli, visto come patriota e rivoluzionario, fu trionfalmente accolto a Parigi nel 1790. Tornato in Corsica, diventerà il comandante in capo della Guardia nazionale della Corsica e presidente del Consiglio di contea. Tuttavia nel 1793, accusato di dispotismo dal suo acerrimo nemico Luciano Bonaparte (fratello di Napoleone), la Convenzione decretò l'arresto di Pasquale Paoli. Quest'ultimo, per reazione, si alleò con l'Inghilterra e nel 1794 proclamò il Regno anglo-corso, un'esperienza che durerà due anni e che terminerà nel 1796 con la definitiva riconquista francese e l'esilio di Paoli in Inghilterra.
Bisognerà però attendere fino al Secondo impero perché la Corsica sia profondamente integrata nello Stato francese: molti corsi partiranno in massa verso la Francia e le sue colonie trovando impiego principalmente nel settore militare o nell'amministrazione pubblica.
Nello stesso periodo, anche molti italiani arrivano sull'isola, il che segna l'inizio delle grandi ondate di immigrazione.
Nel 1914 la Corsica è in condizioni miserevoli e sovrappopolata rispetto alle sue risorse e a causa della necessità di soldati per la prima guerra mondiale appena scoppiata, una legge speciale invia al fronte i padri di famiglia corsi con anche più di tre figli, cosa alla quale "tutti gli altri francesi" erano esentati. Furono mobilitati 40 000 uomini di cui morirono dai 12 000 ai 15 000: la guerra fu un bagno di sangue in Corsica.
Anche in reazione a ciò nel 1923 fu creato un progetto nazionalista "irredentista" con la creazione del PCA (Partitu Corsu d'Azione), che nel 1926 sarebbe diventato Partitu Corsu Autonomista e si avvicinò all'Italia fascista di Mussolini.
Questo fatto non fece che screditare qualsiasi rivendicazione di identità fino agli anni ‘50.
Durante la guerra 39-45 la Corsica è parte della cosiddetta Francia di Vichy governata dal generale Pétain ma nel 1942, Mussolini invase l'isola dopo lo sbarco alleato in Nord Africa.
Ben 80 000 soldati italiani sono dispiegati per una popolazione di 220 000 abitanti (tutti i villaggi sono occupati).
La Resistenza si sviluppa dopo la capitolazione italiana nel settembre 1943, e i corsi si sollevano contro i nazi-fascisti anche con l'aiuto delle truppe italiane rimaste fedeli al re, così che la Corsica è il primo dipartimento francese a essere liberato alla fine del 1943.
Dopo la fine della guerra, la Francia perse le gran parte delle sue colonie e il suo esercito e la sua amministrazione non offrivano più ai corsi le attrattive di un tempo. Molti di essi ritornano così sulla loro isola. Dal 1957 e soprattutto dopo la guerra d'Algeria, il governo lanciò per la regione una politica di sviluppo agricolo, creando la SOMIVAC (Società per lo sviluppo della Corsica) e la SETCO per lo sviluppo del turismo. Molti corsi che si erano stabiliti in Algeria, alcuni dei quali avevano appoggiato i golpisti di Algeri e si erano uniti all'OAS (Organizzazione dell'esercito segreto contro la partenza di Francia dall'Algeria), si installarono insieme ad altri francesi esuli d'Algeria (i cosiddetti pieds noirs, "piedi neri"), principalmente sulle pianure orientali dell'isola, dove ricevettero dei sussidi straordinari per impegnarsi in agricoltura e in viticoltura.
Vaste opere di irrigazione e di bonifica, lo stoccaggio di acqua in montagna per favorire la produzione di energia elettrica, hanno fatto di questo territorio di rovi e di acque stagnanti una pianura agricola di 43 000 ettari di terreno coltivabile che fornirono il 70% dei vini corsi, l'80% della produzione di frutta e 85% dei suoi agrumi. Il terreno fu diviso in lotti e venduto appunto ai rimpatriati agricoltori che beneficiarono di aiuti economici consistenti.
Questa assistenza tuttavia fu fatta a scapito della popolazione locale che non beneficiava di tali sovvenzioni. Il sostegno del governo per gli investimenti, l'uso del lavoranti sottopagati del Nord Africa, la corruzione, il lassismo fiscale e sociale, contribuì enormemente al successo di queste aziende.
È proprio in questo periodo, tra la fine degli anni '60 e l'inizio degli anni '70, che il movimento nazionalista moderno prende il volo.

## Storia recente del nazionalismo corso
Parallelamente a questa crisi sociale il nazionalismo corso cominciò a riemergere. In effetti, dalla fine della seconda guerra mondiale le idee nazionaliste e regionaliste erano fortemente screditate.
I primi segni di un rinnovato interesse per questa materia risalgono ai primi anni ‘60 tra gli studenti corsi a Parigi, con il riconoscimento della cultura corsa e la lotta contro il cosiddetto clanismu (così viene chiamata, in Corsica, la presenza perdurata al potere delle stesse famiglie).
Nel 1964-1965 ebbero luogo i primi sporadici attacchi contro i luoghi finanziati dalla SOMIVAC, accusata di sostenere le politiche dello Stato preferenziali verso i rimpatriati dall'Algeria. I fratelli Max e Edmond Simeoni crearono il CRA (Azione Regionale della Corsica), che moltiplicarono gli slogan e le scritte antifrancesi e anti piedi neri.
L'effetto fu che molti corsi che avevano rinunciato a emigrare per mancanza di opportunità, si scontrarono con i pieds-noirs e altri non corsi che controllavano l'80% delle aziende.
Gli eventi del '68 sono stati propizi per molti giovani attratti dal romanticismo nazionalista corso e ne hanno alimentato la retorica dal momento in cui molti altri partiti, movimenti, comitati francesi si erano affiancati nella difesa della cultura corsa e della sua identità.
Il 21 agosto 1975 si ha il primo evento spettacolare quando Edmond Simeoni (CRA), con una dozzina di compagni, occupa lo stabilimento di un agricoltore pied noir, beneficiario di un particolare prestito di Stato esorbitante, per sospetto di frode. Ben 1 200 gendarmi e CRS, trasportati da elicotteri e accompagnati da veicoli corazzati, saranno utilizzati per l'assalto che farà due morti tra le forze di sicurezza e un ferito grave tra gli attivisti regionali.
Un effetto politico della nascita del movimento regionalista fu la creazione del Parco Naturale Regionale della Corsica, con lo scopo di aiutare a preservare l'ambiente contro le nuove costruzioni e l'ottenimento dell'insegnamento facoltativo della lingua corsa nelle scuole.
Contemporaneamente, da parte di alcune componenti, si ebbe la radicalizzazione del movimento corso che ha portato nel 1976 alla creazione del Fronte di Liberazione Nazionale Corso. Movimento che si sciolse ufficialmente nel 1983, ma che ha continuato fino a oggi l'esercizio delle sue attività anche illegali. Il partito rivendica un "nazionalismo corso" che ambisce all'indipendenza della Corsica dalla Francia da perseguire con attacchi a prefetture, stazioni polizia, ecc.
Negli anni 1976-1989, infuria una guerra sporca tra i nazionalisti e degli elementi fautori dello Stato francese. A contrastare l'FLNC appare l'organizzazione FRANCIA, composta da membri dei servizi segreti desiderosi di "piegare" l'FLNC effettuando rapimenti di militanti nazionalisti.
Da entrambe le parti si susseguono delitti sanguinari ed efferati: l'assassinio del parrucchiere Schochn per non aver voluto pagare delle cosiddette tasse rivoluzionarie, la morte di Guy Orsoni nel 1982 e la morte dei suoi presunti assassini in carcere nel 1984 ad Ajaccio. Nel 1986 Charles Pasqua, allora ministro dell'interno, promette di "terrorizzare i terroristi". Nel 1987 il FLNC uccide due tunisini presentati come spacciatori di droga, quando sono solo due lavoratori comuni. Nel 1988 vi fu l'omicidio di Paolo Prudente (ex FLNC ritiratosi nel 1984) a Calvi.
Durante questo periodo turbolento, il governo francese cerca di dare una risposta alle rivendicazioni nazionaliste facendo qualche limitata concessione: il 23 di novembre 1981, il parlamento francese approva il nuovo statuto dell'isola, redatto dal parlamentare Gaston Defferre.
Questo si caratterizza per:
- Creazione di un'assemblea di 61 membri eletti per un periodo di sei anni, che nominano un presidente e fanno proposte di legge.

Le leggi sono emanate dal presidente francese che possiede il diritto di sciogliere l'assemblea a piacimento.
- Il potere esecutivo è detenuto dal presidente dell'assemblea insieme a dieci vicepresidenti e sei consiglieri.

Viene istituita una circoscrizione elettorale unica per l'isola.
- L'articolo 2 dello statuto evidenzia un compromesso circa la cultura corsa. Il corso non è lingua co-ufficiale ma può essere insegnata a scuola.
- Si riconosce l'esistenza del Popolo Corso come collettività regionale, però non differenziata da quella francese.
- C'è competenza nella gestione e raccolta di alcuni tributi, ma nessun regime fiscale proprio.

Il nuovo statuto non soddisfa veramente nessuno ma tra il 1989 e il 1990, per profondi dissidi interni su come proseguire la lotta, il movimento FLNC si divide in tre rami principali:
L'MPA (Movimento per l'autodeterminazione) movimento nato per rivendicare l'autodeterminazione piuttosto che l'indipendenza, con a capo Alain Orsoni che in seguito divenne direttore della Camera di commercio della Corsica del Sud, direttore di concessionarie Peugeot e Honda, prima di andare in prigione per abuso di beni aziendali. Questo partito fu fondato e finanziato con il sostegno nascosto dello Stato francese che aveva visto un modo per indebolire il movimento nazionalista. Il suo braccio attivo divenne l'FLNC canale ordinario.
L'ANC (Accolti corsa Naziunale) creato da Peter Poggioli, leader storico del fronte che era stato espulso dall'FLNC. Il suo braccio sarà l'organizzazione Resistenza.
La Cuncolta diretta da François Santoni con il suo braccio attivo FLNC canale storico.
A questa divisione, alimentata dallo Stato francese, seguì una guerra senza tregua tra i militanti del nazionalismo corso inimicatisi gli uni agli altri, nella quale si inserì anche la diffusa tentazione di cedere a interessi mafiosi legati al controllo del territorio e ai settori d'influenza, per le sovvenzioni e le quote di imposta rivoluzionaria.
Da allora, oltre 22 persone tra cui un prefetto in Corsica, Claude Érignac sono stati assassinati in connessione con i nazionalisti corsi.
Più recentemente, la situazione di scontro militare con lo Stato e tra i nazionalisti stessi si è attenuata e il movimento nazionalista si è reindirizzato verso rivendicazioni politiche tradizionali che sono sfociate, nel 2001, nel cosiddetto "processo di Matignon" volto a ottenere per la Corsica di uno "statuto speciale" finalizzato ad accelerare l'integrazione europea della Corsica.

## Personalità del nazionalismo corso
- Yvan Colonna (1960-2022)
- Marcel Lorenzoni (1944-2000)
- Lucien Felli
- Alain Orsoni
- Guy Orsoni (-1987)
- Charles Pieri (1950-)
- Pierre Poggioli
- Jean-Michel Rossi (-2001)
- François Santoni (1960-2001)
- Edmond Simeoni (1934-2018)
- Robert Sozzi (-1993)
- Jean-Guy Talamoni (1960-)
- Gilbert Casanova
- Gilles Simeoni (1967-)
- Jean-Christophe Angelini (1975-)
- Vincent Stagnara (1950-2010)